# 豪尔赫·陈

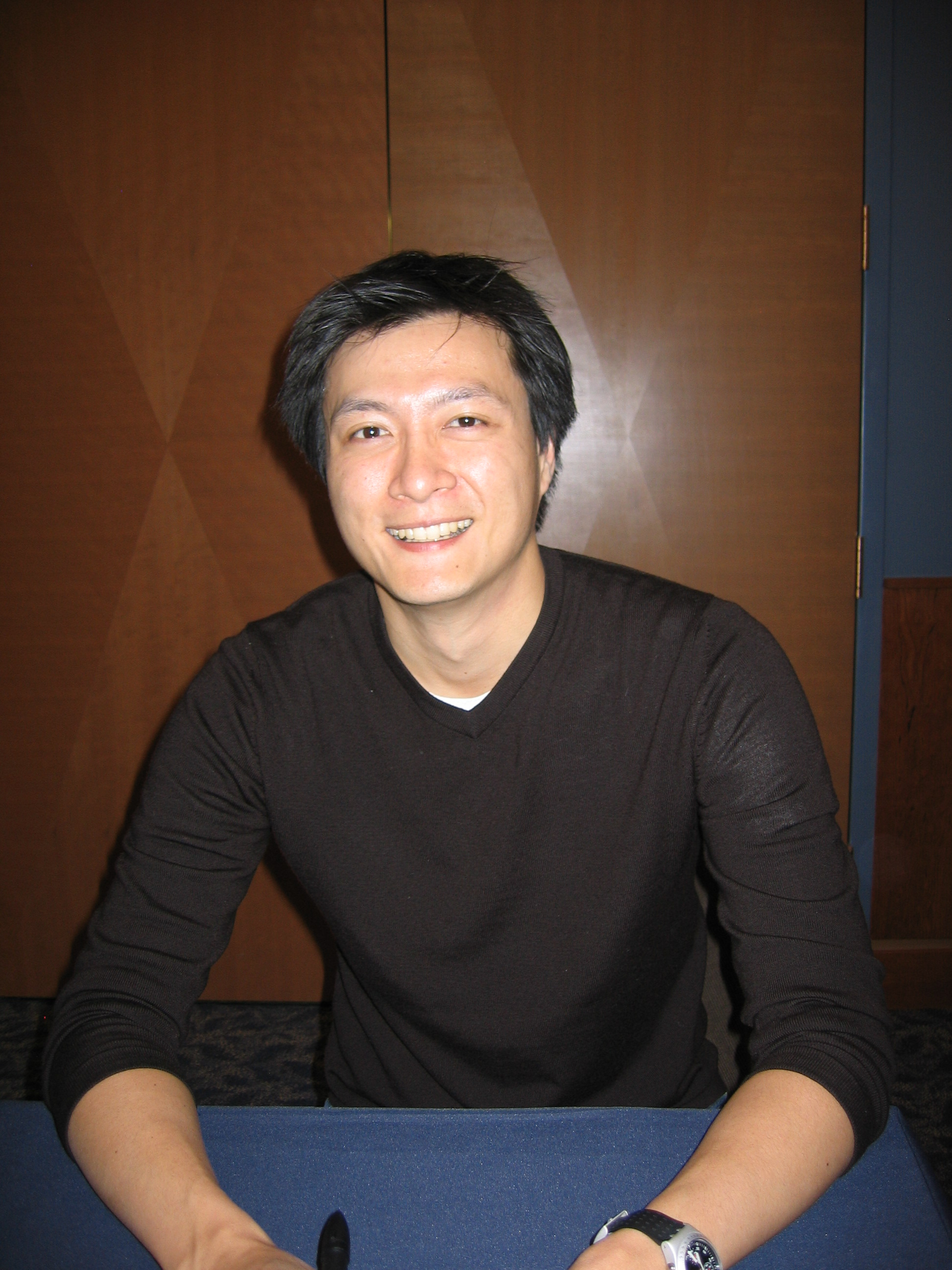
2007年在UIUC

豪尔赫·陈（Jorge Chan，1976年5月—），是华裔巴拿马人。他是一名漫画家和机器人科学家，他也同时因为创作漫画《被堆得更高和更深》（英語：Piled Higher and Deeper），又称《PhD漫画》（PhD Comics））而出名。在斯坦福大学就读研究生期间，他开始了《PhD漫画》的创作。
他在佐治亚理工取得了学士学位，而在斯坦福大学获得了机械工程学博士学位。
2005年，他开始在80所主要大学发表主题为为“拖延症的力量”的演讲。在演讲中，他谈论了他创造漫画的经验以及洞查研究生的忧虑的来源。在演讲中，他还探索了拖延症带来的内疚和迷惑感，但他认为这些感觉在许多情况下它实际上是一件好事。
他主创的电影《PhD电影》（The PhD Movie）也在2011年秋季起在各大高校放映。

## 外部連結
- （英文） Jorge G. Cham，在史丹佛大學的個人頁面。
- （英文） PHD Comics（页面存档备份，存于）